# Abd-al-Múttalib ibn Hàixim
Xayba ibn Hàixim (en àrab شيبة ابن هاشم, Xayba ibn Hāxim) (c. 497 - 578), més conegut com a Abd-al-Múttalib (en àrab عبد المطلب, ʿAbd al-Muṭṭalib) des que va ser cuidat pel seu oncle Múttalib ibn Abd-Manaf, fou l'avi patern del profeta Muhàmmad i d'Alí, quart califa sunnita i primer imam xiïta.
Abd-al-Múttalib era fill de Hàixim ibn Abd-Manaf i de Salma bint Amr, del clan khazragita dels Adi ibn Najjar, amb qui Hàixim es va casar en un viatge a Síria i amb qui va tenir dos fills, Abd-al-Múttalib i Ruqayya.
Abd-al-Múttalib es va casar amb Sumra bint Jandab, Lubna bint Hajira, Fatimah bint Amr, Hala bint Wahab i Natila bint Khabab i els seus fills foren
Amb Sumra bint Jandab:
- Al-Hàrith ibn Abd-al-Múttalib

Amb Lubna bint Hajira:
- Abd-al-Uzza ibn Abd-al-Múttalib, conegut com a Abu-Lahab

Amb Fàtima bint Amr:
- Abu-Tàlib ibn Abd-al-Múttalib, pare d'Alí ibn Abi-Tàlib, primer imam xiïta i quart califa
- Az-Zubayr ibn Abd-al-Múttalib
- Abd-Al·lah ibn Abd-al-Múttalib, pare del profeta Muhàmmad, a qui Abd-al-Múttalib va acollir quan va quedar orfe de pare i mare

Amb Hala bint Wahab:
- Hamza ibn Abd-al-Múttalib
- Muqum ibn Abd-al-Múttalib
- Hijl ibn Abd-al-Múttalib
- Saffiya bint Abd-al-Múttalib

Amb Natila bint Khabab:
- Abbàs ibn Abd-al-Múttalib
- Darrar ibn Abd-al-Múttalib